# Corvida
A Corvida a madarak osztályának verébalakúak (Passeriformes) rendjén belül a verébalkatúak (Passeri) alrendjének egyik újabban elkülönített ága.

## Rendszerezés
A Corvida ágba taxonómiai sorrend szerint az alábbi 37 család tartozik. (Egyes rendszerezések némileg eltérhetnek ettől.)

### Cinclosomatoidea
- Cinclosomatidae

### Campephagoidea
- tüskésfarúfélék (Campephagidae)

### Neosittoidea
- ausztrálcsuszka-félék (Neosittidae)

### Mohouoidea
- Mohouidae

### Orioloidea
- Eulacestomatidae
- Psophodidae
- Oreoicidae
- Falcunculidae
- Paramythiidae
- Pteruthiidae
- lombgébicsfélék (Vireonidae)
- légyvadászfélék (Pachycephalidae)
- sárgarigófélék (Oriolidae)

### Malaconotoidea
- Machaerirhynchidae
- fecskeseregély-félék (Artamidae)
- Rhagologidae
- poszátalevélmadár-félék (Aegithinidae)
- Pityriaseidae
- bokorgébicsfélék (Malaconotidae)
- pergőlégykapó-félék (Platysteiridae)
- vangagébicsfélék (Vangidae)

### Corvoidea
- drongófélék (Dicruridae)
- Lamproliidae
- legyezőfarkú-félék (Rhipiduridae)
- Ifritidae
- melampitta-félék (Melampittidae)
- pirókszajkófélék (Corcoracidae)
- paradicsommadár-félék (Paradisaeidae)
- császárlégykapó-félék (Monarchidae)
- gébicsfélék (Laniidae)
- Platylophidae - besorolása bizonytalan
- varjúfélék (Corvidae)

### Menuroidea
- lantfarkúmadár-félék (Menuridae) - 2 faj
- bozótjárófélék (Atrichornithidae) - 2 faj
- ausztrálfakusz-félék (Climacteridae) - 7 faj
- lugasépítő-félék (Ptilonorhynchidae) - 24 faj

### Meliphagoidea
- tündérmadárfélék (Maluridae) - 28 faj
- sörtésmadárfélék (Dasyornithidae) – 3 faj
- gyémántmadárfélék (Pardalotidae) – 4 faj
- ausztrálposzáta-félék (Acanthizidae) - 65 faj
- mézevőfélék (Meliphagidae) - 177 faj
- Epthianuridae  – egyes rendszerek a mézevőfélékhez sorolják 5 - faj
- gólyalábúvarjú-félék (Picathartidae) - 2 faj
- szirtirigófélék (Chaetopidae) – 2 faj
- avarjárófélék (Orthonychidae) – 2 faj
- ausztráltimália-félék (Pomatostomidae)  – 5 faj
- Pityriasidae – egyes rendszerek a varjúfélékhez sorolják – 1 faj
- fojtógébicsfélék (Cracticidae – egyes rendszerek a varjúfélékhez sorolják – 12 faj
- szemüvegesgébics-félék (Prionopidae) –  egyes rendszerek a varjúfélékhez sorolják  – 12 faj
- Turnagridae – kihalt család, 2 faj